# (68548) 2001 XR31
(68548) 2001 XR31 est un astéroïde Apollon et aréocroiseur, classé comme potentiellement dangereux. Il fut découvert par LINEAR à Socorro le 13 décembre 2001.